# Berchemia hispida
Berchemia hispida là một loài thực vật có hoa trong họ Táo. Loài này được (H.T.Tsai & Feng) Y.L.Chen & P.K.Chou mô tả khoa học đầu tiên năm 1979.